# 김지수 (스켈레톤 선수)
김지수(1994년 7월 22일~)는 대한민국의 스켈레톤 선수이다. 2018년 동계 올림픽의 스켈레톤 남자 종목에 출전해 6위를 기록하였다.